# Sint-Salvatorabdij (Ename)

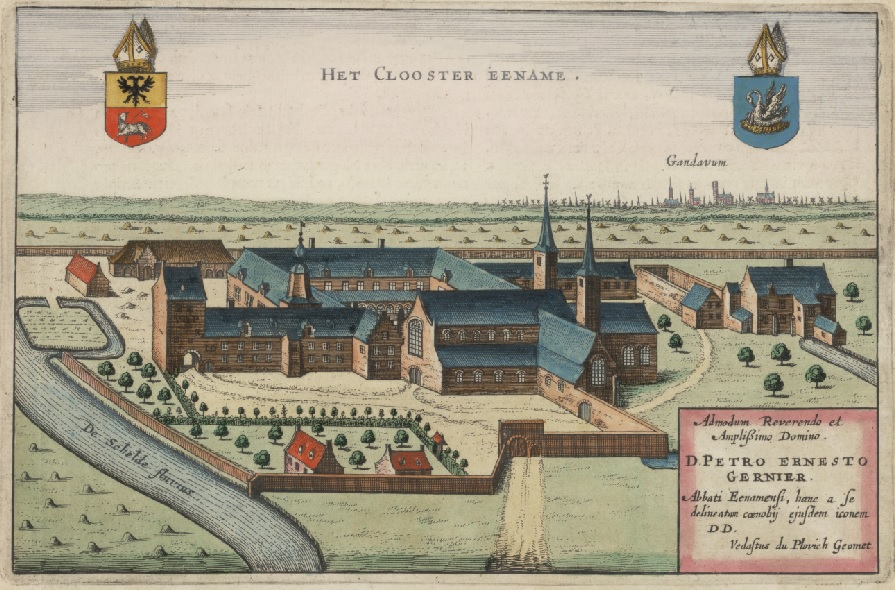
De Abdij van Ename in de eerste helft van de 17e eeuw (afbeelding uit Flandria Illustrata, 1641)

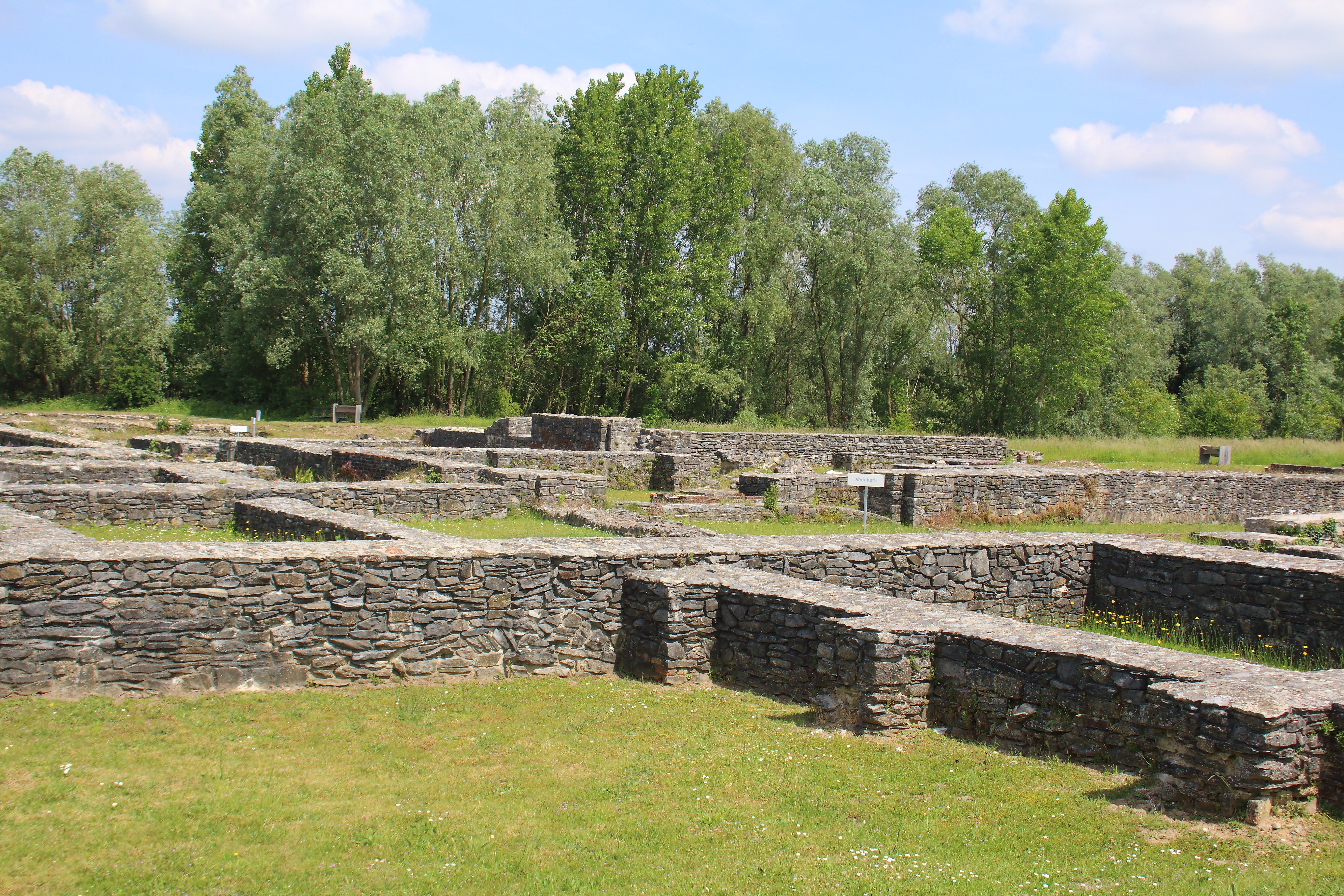
Gereconstrueerde fundamenten van de abdij

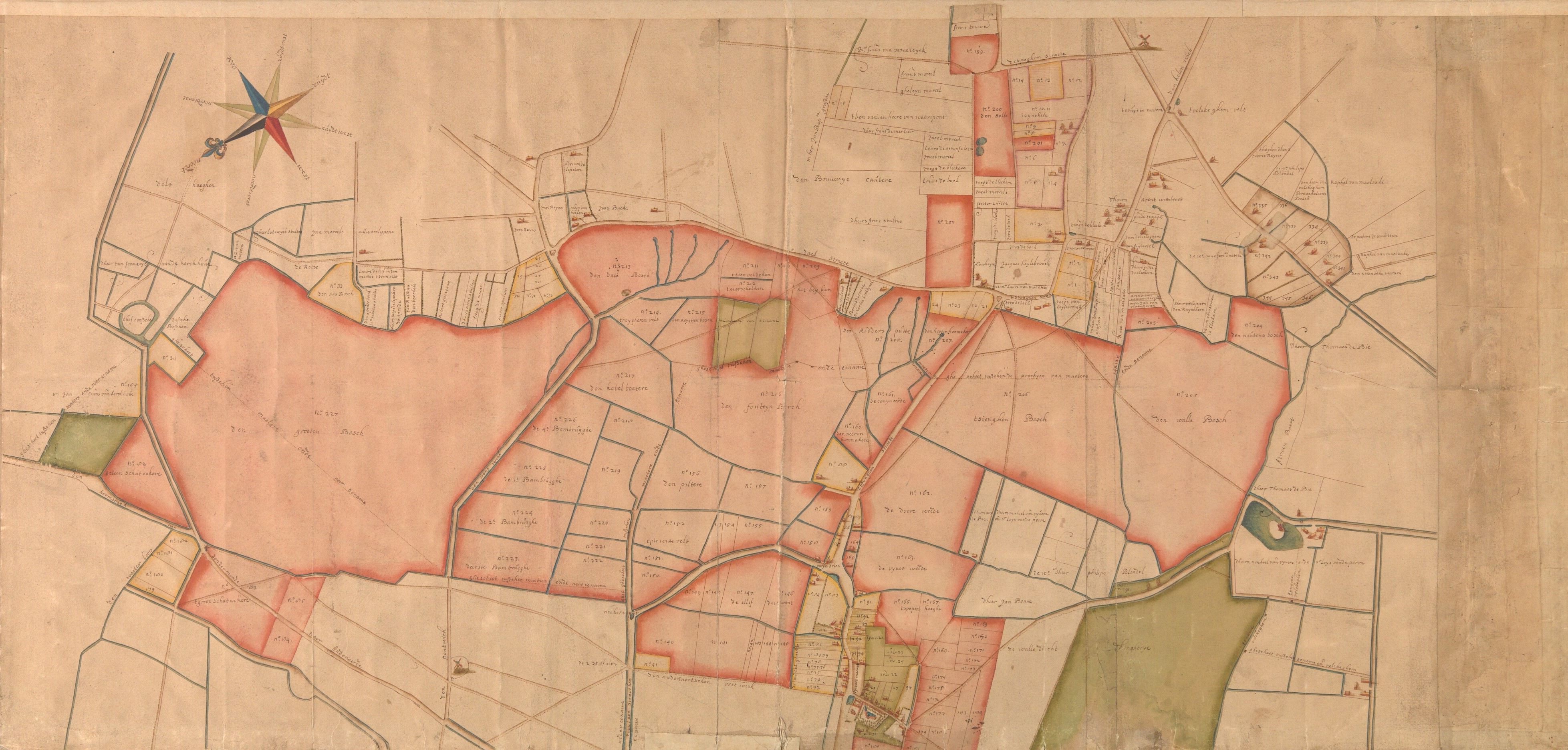
Kaart van het grondbezit van de adbij Ename in de parochies Welden, Ename en Nederename, 1661-1663.

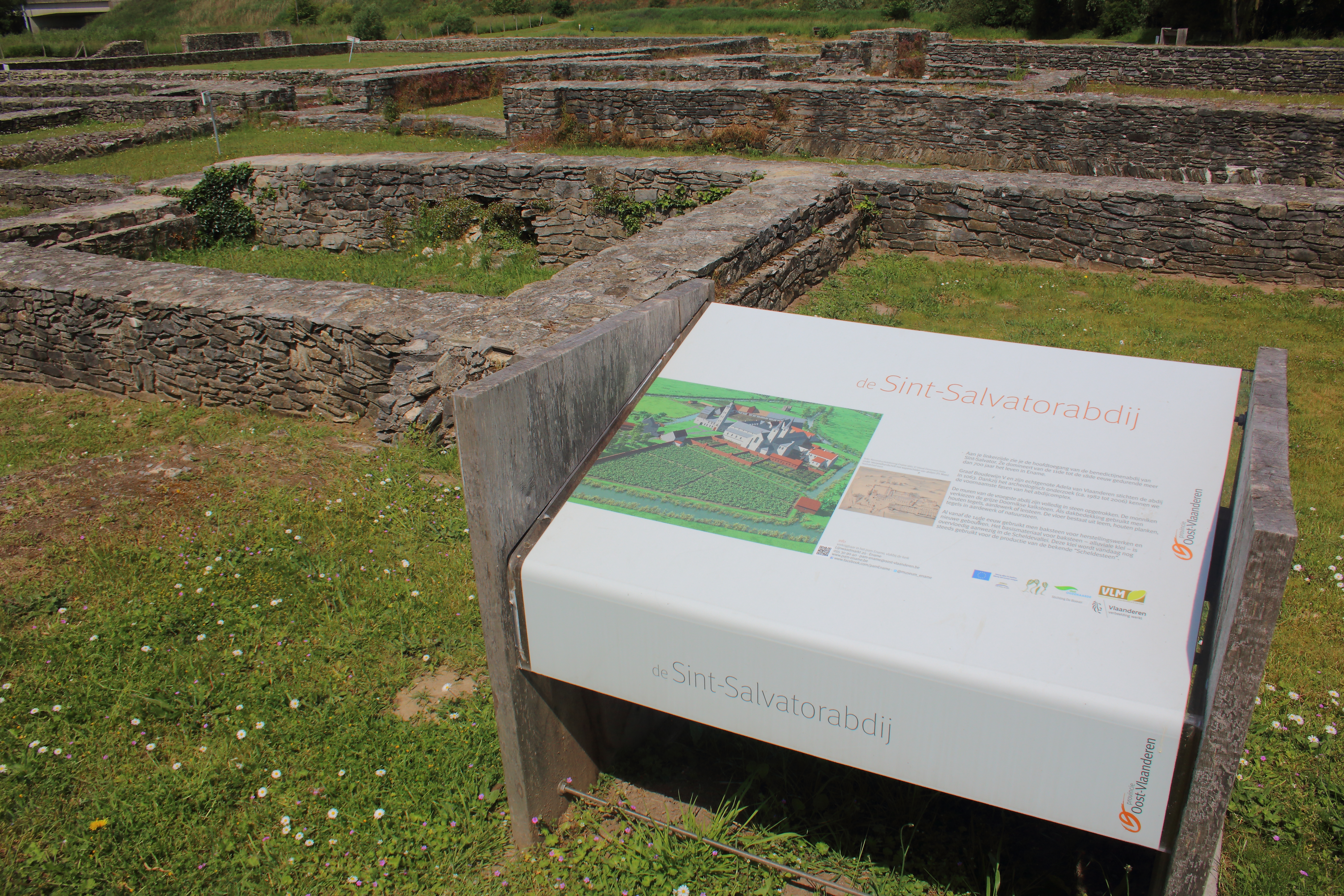
Informatiebord

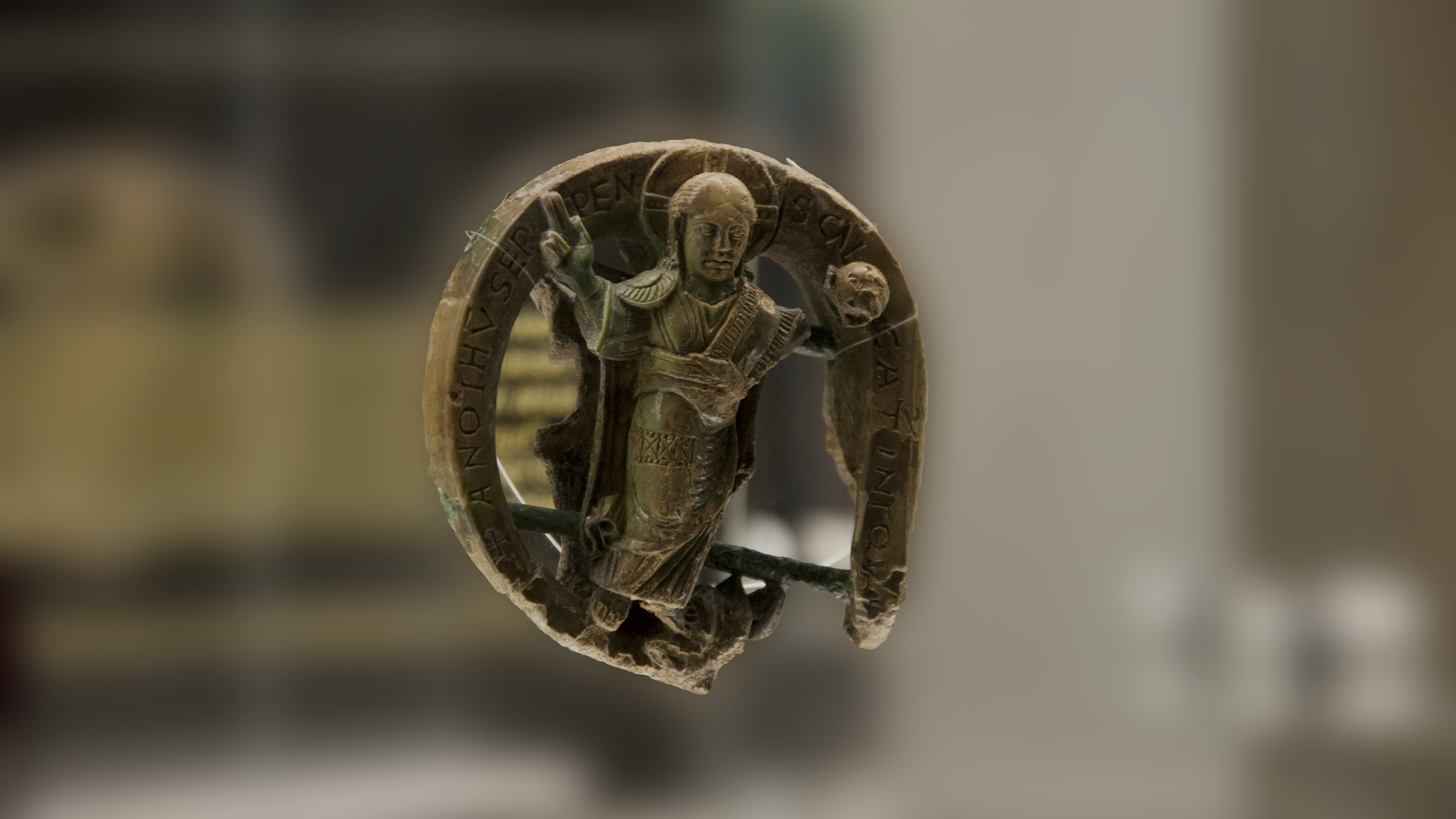
Kromstaf in ivoor - middeleeuws - van de abt van de Sint-Salvatorabdij

De Sint-Salvatorabdij van Ename was een abdij in Ename, gelegen bij de Belgische stad Oudenaarde. Van de abdij zijn vooral fundamenten bewaard gebleven, ze maken deel uit van de archeologische site Ename.

## Geschiedenis
In de jaren tachtig van de 20e eeuw vond men in Ename de grondvesten terug van een versterking, gelegen op de rechter Scheldeoever. De burcht werd rond 974 opgetrokken op het uiteinde van een landtong, in een meanderbocht van de Schelde. Geschreven bronnen melden dat Godfried van Verdun, ook Godfried de Gevangene genoemd, lid van de familie Ardennen-Verdun en zijn vrouw Mathilde van Saksen, weduwe van graaf Boudewijn III van Vlaanderen, de bouwheren waren.
De burcht van de mark Ename diende net als de mark Antwerpen en de mark Valencijn als beveiliging van de grens van het Heilige Roomse Rijk met het Franse rijk. In 1033 werd Ename met de grond gelijk gemaakt door een inval van de 'Franse' graaf van Vlaanderen. Dit was de kans voor het nabijgelegen dorp Oudenaarde om tot ontwikkeling te komen. Na een lange rebellie tegen het Duitse rijk verzoende Boudewijn V van Vlaanderen zich uiteindelijk toch in 1056 met de keizer. Korte tijd later, meer bepaald na de vredesbesprekingen van Andernach (1056/1059), verwierf de graaf de mark Ename. Vervolgens kocht hij ook de allodia van Ename. Het Lotharingse bolwerk werd definitief vleugellam gemaakt in 1062, met de stichting van de benedictijner Sint-Salvatorabdij.
Het 11e-eeuwse kloosterpand werd tijdens de voorspoedige 12e en 13e eeuw twee keer volledig afgebroken en herbouwd. Men richtte tijdens die periode een infirmerie met pandgang op en legde de grondslag voor een complex areaal met bedrijfsgebouwen. Na de sloping van een groot deel van het klooster in de tweede helft van de 16e eeuw, is er de krachtige heropleving in de 17e eeuw. Een statige abtswoning, waarvan de plattegrond een drukke voorgeschiedenis verraadt, staat als het ware symbool voor deze fase in de abdijgeschiedenis.
De abdij werd tijdens de beeldenstorm platgebrand, en door de Franse revolutionairen in beslag genomen en verbeurd verklaard.

## Guldensporenslag
Diegene die op het slagveld overnachtte de nacht na de slag was de winnaar. De broden voor de hongerige strijders werden geleverd door de abdij van Ename. De volgende dag vonden de Vlamingen op het slagveld, volgens de ietwat romantische versie van Hendrik Conscience minstens vijfhonderd vergulde sporen, vandaar de (moderne) naam van de slag.

## Beiaard
In 1660 plaatste men een beiaard van Pierre Hemony in de Abdijtoren. Deze werd in 1677 nog uitgebreid. Op het einde van de 18e eeuw werden de klokken gevorderd door de Fransen. Een deel van de klokken werd naderhand in Frankrijk verhandeld. Zo kan het voorkomen dat er kerken in Frankrijk zijn waar nog een Hemonyklok uit Ename hangt.

## Museaal
De ruïnes van versterking, stad en abdij zijn van historisch belang, ze leverden verscheidene belangwekkende vondsten op. Historiek en archeologische vondsten worden in het Provinciaal Archeologisch Museum (PAM) op een interactieve manier aan het publiek getoond. Ook het historische Huis Beaucarne, gelegen aan het dorpsplein van Ename, huist een belangrijk deel van de geschiedenis van de abdij, zoals onder meer de sacristiekast van de abdij en de portretten van de twee laatste abten, naast een omvangrijk historisch archief. Restauratiewerkzaamheden aan de nabijgelegen Sint-Laurentiuskerk leverden omstreeks 2000 bijzondere vondsten op, zoals een persoonlijke loge van waaruit de Duitse rijksadellijken de mis bijwoonden. In deze kerk zijn ook verschillende muurschilderingen bewaard gebleven.